# Olszynka (dopływ Kanału Mosińskiego)
Olszynka – rzeka, prawobrzeżny dopływ Kanału Mosińskiego o długości 28,88 km.
Rzeka płynie w powiecie kościańskim. Jej źródła znajdują się na południowy wschód od wsi Donatowo. Zlewnia Olszynki pokrywa większą część gminy Czempiń. Nad rzeką leży jedno miasto - Czempiń, a także wsie - Gorzyce, Słonin i Stare Tarnowo. W rejonie Gorzyc na rzece utworzono niewielki staw - Mnich. Przed ujściem do Kanału Mosińskiego w 6,5 km długości, w rejonie wsi Borkowice przepływa przez tereny leśne - Syberię i Zandorfy.
Wody powierzchniowe w zlewni cieku klasyfikują się do IV i V klasy jakości (niezadowalające lub złe). Głównym źródłem zanieczyszczeń jest rolnictwo (nawozy sztuczne i naturalne, ścieki, kiszonki).